# Deník spisovatele

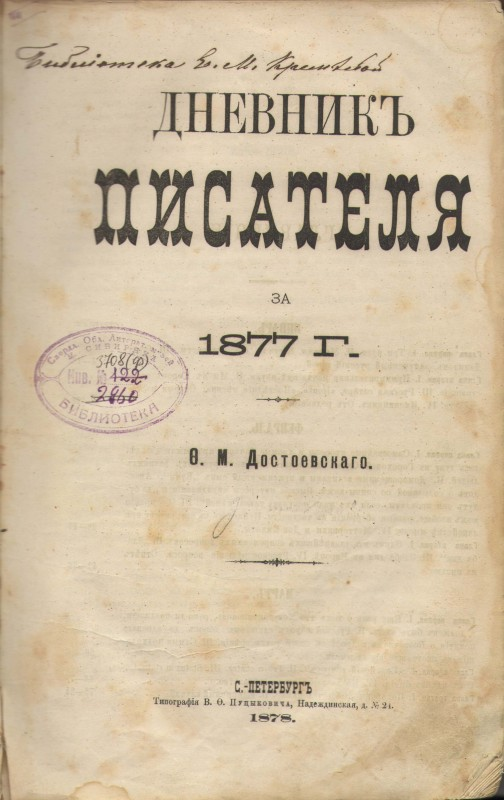
Deník spisovatele za rok 1877

Autorem díla s názvem Deník spisovatele (rus. Дневник писателя) je ruský spisovatel 19. století Fjodor Michajlovič Dostojevskij. 

## Okolnosti vzniku díla
Vznik Dostojevského Deníku spisovatele se váže k 70. a 80. letům 19. století, kdy bylo dílo vydáváno časopisecky ve třech fázích. V první fázi (od ledna 1873 do března 1874) vycházel Deník spisovatele jednou za měsíc. Ve druhé fázi (od ledna 1876 do prosince 1877) Dostojevskij pokračoval ve vydávání Deníku opět s periodicitou jednou měsíčně. Vydávání díla však náhle přerušila smrt Dostojevského nejmladšího syna Aljoši. S periodicitou jednou ročně byla publikována poslední dvě čísla Deníku spisovatele z roku 1880 a 1881.
Před vydáním Deníku spisovatele získal Dostojevskij cenné zkušenosti v rámci spolupráce se starším bratrem Michailem Michailovičem, kdy se společně věnovali vydávání časopisů Čas (rus. Время) a Epocha (rus. Эпоха), jejich spolupráce však skončila neúspěchem - zadlužením. Později se Dostojevskij k novinářské práci vrátil jako redaktor v týdeníku Občan (rus. Гражданин).

## Žánrové zařazení
Z hlediska žánrového zařazení je možné Deník spisovatele definovat jako osobitý typ deníku, v němž jeho autor ve vztahu ke společenské atmosféře vkládá různé žánrové útvary, například politické komentáře, úvahy, zamyšlení, soudní líčení aj. Důležité místo zaujímají autobiografické žánry, zejména memoáry. V Deníku mají své místo Dostojevského vzpomínky na rodinu, dětství, významné životní okamžiky, vzpomínky na osobnosti i místa. Kromě pomezních žánrů a žánrů věcné literatury v něm najdeme i umělecké žánry - črty (např. Stoletá, rus. Столетняя), povídky (např. Mužik Marej, rus. Мужик Марей) a novely (např. Sen směšného člověka, rus. Сон смешного человека).

## Tematické zaměření
"Об чем говорить Обо всем, что поразит меня или заставит задуматься." Těmito slovy Dostojevskij uvedl Deník v roce 1873, kde zdůraznil, že bude psát pro čtenáře i oponenty, nebude však poplatný době. Tematicky lze v Deníku spisovatele vymezit tři hlavní tematické okruhy: 1. Rusko a západní civilizace, 2. Petěrburg, 3. Děti a dětství.

## Překlady
Deník spisovatele byl do českého jazyka přeložen několikrát, přičemž publikován byl již v letech 1910-1912. Následoval překlad Deníku spisovatele v meziválečném období. Potřetí se se objevuje překlad Dostojevského díla v 70. letech 20. století. Zatím posledním vydáním Deníku spisovatele v českém prostředí (pouze jeho částí z roku 1880 a 1881) je vydání z roku 1996. Ve slovenském jazyce byly z Deníku spisovatele publikovány pouze tři výbory.